# Saint-Vivien (Dordogne)
Saint-Vivien (okzitanisch: Sent Bebian) ist eine südwestfranzösische Gemeinde mit 238 Einwohnern (Stand 1. Januar 2022) im Département Dordogne in der Region Nouvelle-Aquitaine.

## Lage
Saint-Vivien liegt in einer Höhe von etwa 100 Metern ü. d. M. im Westen des Départements Dordogne nahe der Grenze zum Département Gironde. Die nächstgelegene größere Stadt ist das etwa 40 Kilometer (Fahrtstrecke) östlich gelegene Bergerac, der Hauptort des Arrondissements.

## Bevölkerungsentwicklung
| Jahr      | 1962 | 1968 | 1975 | 1982 | 1990 | 1999 | 2006 | 2016 |
| Einwohner | 249  | 274  | 247  | 250  | 242  | 241  | 280  | 258  |

In der ersten Hälfte des 19. Jahrhunderts hatte der Ort deutlich über 400 Einwohner. Infolge der Reblauskrise im Weinbau und der zunehmenden Mechanisierung der Landwirtschaft gingen die Bevölkerungszahlen kontinuierlich auf die Tiefststände der letzten Jahrzehnte zurück.

## Wirtschaft
In früheren Zeiten lebten die Einwohner der Gemeinde als Selbstversorger von der Landwirtschaft, zu der auch der Weinbau und ein wenig Viehwirtschaft gehörten. Bereits seit mittelalterlicher Zeit wurde ein Teil des in der Gegend produzierten Weines in Fässern und auf Flößen oder Lastkähnen über die Dordogne und die Häfen an der Gironde nach England verschifft. Die Böden des Gemeindegebietes gehören heute zum Weinbaugebiet Montravel, doch spielt die Vermietung von Ferienwohnungen (gîtes) ebenfalls eine wichtige Rolle im wirtschaftlichen Leben der Gemeinde.

## Sehenswürdigkeiten
Die kleine gotische Pfarrkirche Saint-Vivien ist dem heiligen Bibianus geweiht, einem um das Jahr 460 (oder 490) verstorbenen Bischof von Saintes.